# Twister (film, 1996)
Twister är en amerikansk katastroffilm (action/drama) från 1996.

## Handling
Filmen handlar om två konkurrerande forskarlag som tornadojägare. I denna miljö utspelas även ett skilsmässodrama mellan Jo Thornton (Helen Hunt) och William Harding (Bill Paxton).

## Rollista (urval)
| Helen Hunt             | – Dr. JoAnne "Jo" Thornton-Harding |
| Bill Paxton            | – William Harding                  |
| Cary Elwes             | – Dr. Jonas Miller                 |
| Jami Gertz             | – Dr. Melissa Reeves               |
| Philip Seymour Hoffman | – Dustin Davis                     |
| Lois Smith             | – Meg Greene                       |
| Alan Ruck              | – Robert "Rabbit" Nurick           |
| Sean Whalen            | – Allan Sanders                    |
| Scott Thomson          | – Jason "Preacher" Rowe            |
| Todd Field             | – Tim "Beltzer" Lewis              |
| Joey Slotnick          | – Joey                             |
| Wendle Josepher        | – Haynes                           |
| Jeremy Davies          | – Laurence                         |
| Zach Grenier           | – Eddie                            |
| Gregory Sporleder      | – Willie                           |

## Om filmen
Twister regisserades av Jan de Bont, manuset skrevs av Michael Chrichton och Anne-Maria Martin.
Filmen nominerades på Oscarsgalan 1997 till två Oscars, för bästa specialeffekter (gjorda av bland andra John Frazier) och bästa ljud (av bland andra Kevin O'Connell).
En jetmotor från en Boeing 707 används för att skapa stormvindar i vissa scener.